# Élie Wajeman
 (juillet 2018).
Si vous disposez d'ouvrages ou d'articles de référence ou si vous connaissez des sites web de qualité traitant du thème abordé ici, merci de compléter l'article en donnant les références utiles à sa vérifiabilité et en les liant à la section « Notes et références ».
Pour les articles homonymes, voir Wajeman.
Élie Wajeman est un auteur, réalisateur et scénariste français né le 21 août 1980.

## Biographie
Fils de la metteuse en scène Brigitte Jaques-Wajeman et de l'écrivain et psychanalyste Gérard Wajcman, demi-frère de Lise Wajeman, professeure des universités en littérature comparée, il étudie à l’École nationale supérieure des métiers de l'image et du son (La Femis), à Paris, au département scénario[réf. nécessaire].

## Filmographie

### Acteur

#### Cinéma
- 2014 : My Old Lady : Man at Gate
- 2016 : L'Avenir : Copain de Chloé

### Réalisateur

#### Cinéma
- 2012 : Alyah
- 2015 : Les Anarchistes
- 2020 : Médecin de nuit[2].
- 2021 : Variété, pièce de théâtre filmée au Petit théâtre de Saint-Quentin-en-Yvelines et diffusé en ligne sur le site du théâtre le 22 avril 2021.

#### Courts métrages
- 2008 : Los Angeles

#### Télévision
Séries télévisées
- 2016 : Le Bureau des légendes, saison 2, épisodes 5 et 6

### Scénariste

#### Cinéma
- 2012 : Alyah
- 2015 : Les Anarchistes

#### Courts métrages
- 2007 : The Border
- 2008 : Los Angeles